# Cantonul Laval-Sud-Ouest
Cantonul Laval-Sud-Ouest este un canton din arondismentul Laval, departamentul Mayenne, regiunea Pays de la Loire, Franța.